# Mesteren (film fra 2017)
 For alternative betydninger, se Mesteren. (Se også artikler, som begynder med Mesteren)
Mesteren er en dansk film fra 2017 instrueret af Charlotte Sieling og med Jakob Oftebro, Søren Malling, Ane Dahl Torp og Søren Pilmark i hovedrollerne.

## Medvirkende
- Jakob Oftebro som Casper
- Søren Malling som Simon Brahe
- Ane Dahl Torp som Darling
- Søren Pilmark som David
- Thomas Hwan som Jon
- Anna Linhartová som Camille
- Jana Krausová som Caspers mor
- Marie-Lydie Nokouda som Anja
- Sus Wilkins som Lai
- Simon Bennebjerg som Spike